# Чемпіонат СРСР з легкої атлетики в приміщенні 1971 — Стрибки у висоту (чоловіки)

## Результати

### Фінал
| Місце | Атлет             | Регіон        | Місто/Область   | Результат |
| ----- | ----------------- | ------------- | --------------- | --------- |
| 1     | Сергій Будалов    | РРФСР         | Московська обл. | 2,17      |
| 2     | Кестутіс Шапка    | Литовська РСР | Вільнюс         | 2,17      |
| 3     | Валентин Гаврилов | Москва        | Москва          | 2,14      |
| 4     | Сергій Мартинов   | Москва        | Москва          | 2,14      |
| 5     | Юрій Тармак       | Ленінград     | Ленінград       | 2,14      |
| 6     | Анатолій Мороз    | УРСР          | Київ            | 2,11      |
| 7     | Валерій Козлов    | РРФСР         | Брянськ         | 2,11      |
| 8     | Володимир Абрамов | Москва        | Москва          | 2,11      |